# Fissarcturus poorei
Fissarcturus poorei är en kräftdjursart som först beskrevs av Oleg Grigor'evich Kussakin och Galina S. Vasina 1998.  Fissarcturus poorei ingår i släktet Fissarcturus och familjen Antarcturidae. Inga underarter finns listade i Catalogue of Life.